# 天才接班人
《天才接班人》（英語：Wonder Boys）是一部2000年的美國喜劇電影，由寇蒂斯·韓遜執導，米高·德格拉斯、杜比·麥奎爾、小勞勃·道尼、法蘭絲·麥杜雯及姬蒂·荷姆絲等主演，故事改編自麥可·謝朋的英文同名小說《Wonder Boys》。

## 劇情
Grady Tripp（米高·德格拉斯 飾）是一名作家，年輕時的第一本書一鳴驚人，更拿下文學獎，但現在人到中年卻仍未能寫出第二本書，只好在某未點名的大學（大部份取境於卡内基梅隆大学）教導學生怎樣寫作來度日。
電影開頭時，大學正在舉辦一年一度的文學節，但Tripp的私生活卻一塌糊塗：他年輕的妻子剛離他而去，他其中一名學生Hannah Green（姬蒂·荷姆絲 飾）正千方百計誘惑他，而他則正在和他上司的太太——大學的校長Sara Gaskell（法蘭絲·麥杜雯 飾）搞婚外情。
同時，他另外一名學生James Leer（杜比·麥奎爾 飾）剛寫完一篇小說，正在尋Tripp的意見，而Tripp的編輯Terry Crabtree（小勞勃·道尼 飾）亦利用文學節這個機會，親自到大學來催稿，卻機緣巧合下看到了Leer的手稿，決定出版該篇小說。

## 演員表
- 米高·德格拉斯 飾 Professor Grady Tripp
- 杜比·麥奎爾 飾 James Leer
- 小勞勃·道尼 飾 Terry Crabtree
- 法蘭絲·麥杜雯 飾 Sara Gaskell校長
- 姬蒂·荷姆絲 飾 Hannah Green
- 雷普·湯恩 飾 Quentin "Q" Morewood
- 理查·托馬斯 飾 Walter Gaskell
- Richard Knox 飾 Vernon Hardapple
- 珍·亞當斯（英语：Jane Adams (actress)） 飾 Oola
- 阿蘭·圖代克 飾 Sam Traxler
- 喬治·格里扎德（英语：George Grizzard） 飾 Fred Leer
- 凱利·畢曉普（英语：Kelly Bishop） 飾 Amanda Leer
- 飛利浦·博斯克（英语：Philip Bosco） 飾 Emily的父親
- Michael Cavadias（英语：Michael Cavadias） 飾 Miss Antonia "Tony" Sloviak

## 外部連結
- 互联网电影数据库（IMDb）上《天才接班人》的资料（英文）
- AllMovie上《天才接班人》的资料（英文）
- 爛番茄上《天才接班人》的資料（英文）
- Metacritic上《天才接班人》的資料（英文）